# Stańcowane pantofelki (film)
Stańcowane pantofelki (niem. Die zertanzten Schuhe) – niemiecki film familijny z 2011 roku, należący do cyklu filmów telewizyjnych Najpiękniejsze baśnie braci Grimm. Film jest adaptacją baśni braci Grimm o tym samym tytule.

## Fabuła
Pewien król, chce wyjaśnić zagadkę, dlaczego jego dwanaście córek, każdej nocy niszczy swoje pantofelki. Ogłasza, że człowiek, który w ciągu trzech dni odgadnie co robią księżniczki, zdobędzie rękę jednej z nich. Jednak w razie niepowodzenia, czeka go śmierć. Pewien ubogi, były żołnierz Anton podejmuje się zadania.

## Główne role
- Carlo Ljubek: Anton
- Inez Bjørg David: Amanda
- Dieter Hallervorden: król Karl
- Andreas Schmidt: ochmistrz
- Ruth Glöss: staruszka
- Janina Flieger: księżniczka Friederike
- Luise von Finckh: księżniczka Luise
- Karina Fallenstein
- Frank Jacobsen
- Saskia Bachmann
- Vanessa Bühler
- Johanna Claus
- Antje Düselder-Latoch
- Sabine Flosdorff
- Henrike Lahrz[2]

## Plenery
Miejscem kręcenia był Zamek Querfurt (Saksonia-Anhalt). Zdjęcia plenerowe zostały zrobione na zamku Rudelsburg w pobliżu Bad Kösen i na plantacjach wiśni wokół miejscowości Querfurtu.